# アンナ・ハルプリン
アンナ・ハルプリン（Anna Halprin、1920年7月13日 - 2021年5月24日）は、アメリカ合衆国の舞踏家。
ポストモダンダンスとして知られる実験的芸術が生まれるきっかけを作った存在であり、伝統を打破しようとする新世代のアーティスト達に影響を与えた。モダンダンスの規則の破壊者を自任しており、，「ポストモダンダンスの母胎」と呼ばれた。 ハルプリンは、マース・カニンガムやジョン・ケージなどの同時代人、そして彼女に学んだトリシャ・ブラウン、 シモーヌ・フォルティ、イヴォンヌ・レイナーとともに、戦後アメリカのダンスの再定義を行った。1950年代にサンフランシスコ・ダンサーズ・ワークショップを設立し、自分と関心の近いアーティストたちに自分なりのアートを磨く場を提供した。体がもつ能力を自由に探求できるようになると、運動感覚の認識（kinesthetic awareness）を用いて動きの方法を体系的に作り出した。 以後のハルプリンの作品はその多くがスコアに基づくもので、Planetary Dance（1987年）や、観客がスコアを与えられて自ら演者となる Myth（1960年代）などがある。 
ハルプリンは、1972年に直腸癌と診断された。この病気を理解するために、ハルプリンは自身の経験を記録し、情報を編集して「治癒の五段階」にまとめた。 そして1981年、この「五段階」を自分のコミュニティに適用し、大きなコミュニティ作品を作り出した。ハルプリンは「もっと多くの人が自然界に直接、体験としてつながることができたら、環境や自己、そして他者に対する接し方は変わるはずだ」と述べている。 主な著書に Movement Rituals（動きの儀式）、Moving To Life To Life：Five Decades of Transformational Dance（動きから生命へ――変容のダンスの50年）そして Dance as a Healing Art（治癒の技術としてのダンス）などがある。1978年に娘のダリア・ハルプリンとともにカリフォルニア州マリン郡にタマルパ研究所を設立し、これと連携しつつ研究を行った。 
またハルプリンは、夫である環境デザイナー（ランドスケープアーキテクト）のローレンス・ハルプリンと共同で、あらゆる分野に広く応用できる創造的方法論 RSVP Cycles を作り出した。ハルプリンの生涯と芸術をめぐるルーディ・ガーバー監督のドキュメンタリー映画 Breath Made Visible（目に見える息）が、2010年に公開されている。 
「ハルプリンが教師として慕われ続けているのは、ダンサーたちを、自分の振付の発明のために新たな領域へと柔らかく導くその手腕ゆえである」と評された

## 生い立ち
ハンナ・ドロシー・シューマン（Hannah Dorothy Schuman）として、ユダヤ人の家庭に生まれたハルプリンは、祖父が宗教的な舞踊に関わっていたため、幼い頃からダンスに触れていた。 4歳の時、母親は娘のダンスへの衝動を満足させようとバレエのクラスに通わせ始める。しかしアンナのような創造的な精神の持ち主にとって、構造化された場は向いていないとすぐに気づき、より動きに焦点を当てたクラスに変えさせた。15歳の時に、アンナ・ハルプリンはルース・セント・デニスとイザドラ・ダンカンのテクニックを学び始める。1938年、ウィスコンシン大学で生涯に渡る指導者マーガレット・H・ダブラーの指導を受ける。ダブラーは、個人の創造性の重要性を強調し、最も効果的な動き方を探るために解剖学を大いに奨励した。 ハルプリンは様式化されたモダンダンスのテクニックを放棄し、日常生活に根差した芸術を生み出すための独自の方法を案出する。 マース・カニンガムも、モダンダンスのような感情表現の排除という考え方では一致していた。しかし動きを作る手段として偶然性を用いるカニンガムとは異なり、ハルプリンは個人がコミュニティを作る手段を探求するために即興に目を向けた。 ダブラーのおかげで、ハルプリンはダンスの発明が始まる場について概念的に理解しており、そこから次世代のポストモダンダンスの発想の基盤形成に貢献したのである。 大学で出会った夫で環境デザイナーのローレンス・ハルプリンも、コラボレーションのプロセスに関心を持っていた。 

## サンフランシスコ・ダンサーズ・ワークショップ
第二次世界大戦後、ローレンス・ハルプリンは仕事でサンフランシスコに定住することになった。アンナ・ハルプリンはこの新しい旅についての手紙の中で「…土と、普通の人々の脈動とつながりをもった豊かな生活」を送る準備はできていたと書いている。 環境の変化を和らげるため、ローレンスは妻が屋外で踊れるデッキを作った。このデッキはやがて、アンナとその子供たち、そして生徒たちの学びの場となる。1955年にニューヨークのANTA劇場で上演した後、ハルプリンはマーサ・グレアム舞踊団とドリス・ハンフリー舞踊団の公演を見て失望した。どのダンサーもグレアムとハンフリーにあまりに似て見え、創造性を押し殺しているように思われたのである。こうした経緯で、1959年、ハルプリンはダンサーのトリシャ・ブラウン、イヴォンヌ・レイナー、シモーヌ・フォルティ、アーティストのジョン・ケージやロバート・モリスなどとともにサンフランシスコ・ダンサーズ・ワークショップを設立する。目的は、モダンダンスの技術的な束縛から離れて、より探究的な形式のダンスを掘り下げる場を作ることにあった。 20年の間に、ハルプリンは人々が感情とともに自由に動く、あるいは共同体の感覚を持ちながら自由に動く、そうした作業プロセスを編み出す。このテクニックは、「ヒューマン・ポテンシャル・グロウス（人間の潜在的成長）」と呼ばれるようになった。その狙いは、非言語的な振る舞いと、言語使用や身体的表現の吟味とのつながりを保つことだった。 ワークショップだけでなく、ハルプリンは上演活動も続け、仲間のダンサーであるジョン・グレアムやＡＡ・リースとの Apartment 6 などの作品によって、「本当の生」を踊った。 

## 運動感覚の認識（Kinesthetic Awareness）
身体の限界と、イニシエーションの際の身体の反応を探るための、動きを作り出す方法を探求するコースである。 彼女自身の言葉を借りるなら、自分の運動感覚を意識することとはすなわち「自分自身の動きを意識し、他者に共感するための特別な感覚である」。 ハルプリンは「動きの儀式（Movement Rituals）」と呼ばれるグループワークをまとめ、時間と空間の中で体を動かす方法を形作った。動きの型は、スイング、落下、歩行、走行、匍匐、跳躍、および様々な体重移動といった動的質に基づいている。1960年代には、夫のローレンスとともにRSVP Cyclesを開発する。これはスコアを使用して創造的プロセスを分解するもので、リソース（Resource）、スコア（Score）、ヴァリューアクション（Valuaction）およびパフォーマンス（Performance）の略である。彼女は「集団でテーマを探り、自分たちにとって何がリアルかを見つけるられるような場を作りたかった」と語っている。 また「プラネタリーダンス（Planetary Dance）」（異なる方向へ進む3つの円を作り、その中で走る、歩く、または静止するよう指示される）のような形式的なスコアは、ダンサーと非ダンサーの両方において創造的プロセスが刺激されることを意図したものである。ハルプリンのトレーニング・プログラムは1年ほどかかることもあるが、まず「身体を分解する」ようにして各部位の動きに集中し、後に全体として総合して動く、というものである。 

## 終末期医療患者とともに
1971年、ハルプリンは結腸に悪性腫瘍が見つかった。人生のこの突発事は、治癒のプロセスを支えてくれる個人的な儀式を作るための調査を促した。フリッツ・パールズから学んだ調査とセラピーの手法を用いて、心理的な振る舞いを理解し、パフォーマンスへと仕立てた。 この病気はまた、「ダークサイド・ダンス（Darkside Dance）」などの作品で、ダンスを通して感情を解放する方向にも導いた。やがてハルプリンは公演を停止するが、その癒しへの探求は周囲の人々に刺激を与え、1978年に娘とともにタマルパ研究所を共同設立することになる。二人はサンフランシスコ・ダンサーズ・ワークショップに研究および教育の非営利部門を作り、治療と社会的葛藤の解決への手段としての、心理学、身体療法、およびダンス・美術・演劇を通した教育を統合する創造的プロセスのトレーニングを提供した。 ハルプリンの「ライフ／アート・プロセス」は、セラピー、自己変容、心理療法に特化したワークショップを生み出した。身体、動き、対話、声、ドローイング、即興、パフォーマンス、および省察といった手段を通して、自分自身を探求し、自分自身を癒すためのセラピーとして芸術を用いるよう、導くものであった。時にはマウンテン・ホーム・スタジオが会場となり、ハルプリンの自宅の、全ての始まりとなったデッキで踊ることもある。1970～80年代、ハルプリンは、終末期医療患者や、病気からの回復中の人々との協同作業に集中した。1987年にはがん支援教育センターに招かれ、患者たちと作業をした。一連の身体認識エクササイズを指導し、芸術的な手段を通して自己を視覚化させることで、エネルギーを生み出そうとする努力を助けた。ハルプリンの終末期医療患者たちとの関係は長年に渡った。自らの治癒の原理を具現化した作品の1つに、1981年春の Circle the Earth（地球を囲む）がある。そこでの「創造性は、人々の創造性が徐々に高まり、実際のパフォーマンスにおいて頂点に達するような経験を導く、オープンエンドのスコアに基づいている」。 ハルプリンは、病に関わるダンスとともに、重大な社会的問題に関わるダンスを作り始めた。娯楽を提供するわけではないため、もはや観客は必要でなかった。むしろ、ダンサーたちが「自分自身の内部、そして世界の内部で何かを成し遂げる」ことを目的としてそこにいることを理解できる人々が求められた。ハルプリンによるダンスの政治性もそこにあった。